# Sicyopterus caudimaculatus
Sicyopterus caudimaculatus är en fiskart som beskrevs av Maugé, Marquet och Laboute 1992. Sicyopterus caudimaculatus ingår i släktet Sicyopterus och familjen smörbultsfiskar. Inga underarter finns listade i Catalogue of Life.